# Леринское аббатство
Леринское аббатство (фр. Abbaye de Lérins) — католический монастырь на острове Сент-Онора (Леринские острова) у побережья Канн. Один из самых древних монастырей Галлии. Основан около 410 года. В настоящее время принадлежит католическому ордену цистерцианцев.
Как расположенный в городском районе имеет постоянное паромное сообщение с Каннами. Добраться на остров можно из старого порта, расположенного в начале набережной Круазет.

## История монастыря
Основан в 410-е годы святым Гоноратом. Уже при его жизни «воздвигается храм Церкви Божией, удовлетворяющий нуждам собранной братии; устраиваются кельи, пригодные для проживания монахов». К VIII веку монастырь стал одним из самых влиятельных в Европе, в нём проживало более 500 монахов. Леринские монахи отличались аскетизмом и высокой социальной активностью, многие из них становились епископами или основывали новые монастыри. Леринскому монастырю принадлежали обширные земельные наделы, в том числе рыбацкая деревня Канны.
В конце XI века рядом с монастырём был возведён пятиэтажный форт для защиты острова от нападения с моря. В нём располагались трапезная, библиотека и капелла. На острове вокруг монастыря расположены 7 часовен, построенных в XI—XVII веках (одна из них — архангела Михаила разрушена до основания).
Основное монастырское здание было возведено в XI веке, но после закрытия монастыря в 1789 году оно было разрушено. После закрытия монастыря мощи святого Гонората, хранившиеся в нём с 1391 года, были перенесены в кафедральный собор Граса, где хранятся по настоящее время. В середине XIX века на острове возродилась монашеская жизнь благодаря ордену цистерцианцев. В 1859 году они приступили к восстановлению монастыря. Новое здание было возведено в романском стиле, от оригинальных построек были сохранены только башни и внутренний двор.
Для посещения туристам доступны только монастырская церковь, клуатр и небольшой музей со средневековыми манускриптами. Большая часть восточной половины острова полностью закрыта для посетителей и носит название «зона тишины». На острове монахи выращивают виноград, апельсины, лаванду, занимаются виноделием.

## Известные насельники монастыря
- равноапостольный Патрик, просветитель Ирландии[3];
- святитель Максим Регийский;
- святитель Иларий Арелатский, составитель жития святого Гонората;
- святитель Евхерий Лионский;
- святитель Луп Труаский);
- святитель Фавст Регийский[фр.];
- святитель Цезарий Арелатский;
- святитель Агрикола Авиньонский;
- преподобный Викентий Леринский, автор «Памятных записок[фр.]».

Уже все страны наперебой направляли туда ищущих Бога. Всякий, кто желал Христа, устремлялся к Гонорату, и равным образом всякий, кто искал Гонората, находил Христа. Ведь там он был весь полон сил и устроил своё сердце, словно высокую твердыню и светлейший храм. Ибо там обитали целомудрие, то есть святость, вера, мудрость и добродетель; там блистали праведность и истина. Итак, как бы широкими жестами и с раскрытыми объятиями он призывал всех в своё окружение, то есть в любовь Христову; и все, один за другим, отовсюду стекались к нему. И ныне какая страна, какой народ не имеют в его монастыре своих сограждан?
— Слово святого Илария о жизни святого Гонората, епископа Арелатского (перевод с латыни Д. Зайцева)